# Catherine E. Coulson
Catherine Elizabeth Coulson (Elmhurst, 22 ottobre 1943 – Ashland, 28 settembre 2015) è stata un'attrice e scenografa statunitense.
Coulson lavorò dietro le quinte contribuendo nella scenografia durante le riprese in studio, in magazine show e in film indipendenti, oltre a recitare in teatro e film dall'età di 15 anni.
È principalmente nota per il ruolo di Margaret Lanterman, l'enigmatica sensitiva "signora Ceppo", che interpretò nella serie televisiva I segreti di Twin Peaks di David Lynch.

## Biografia
Catherine Elizabeth Coulson nacque a Elmhurst, nell'Illinois, ed è cresciuta nel Southern California, figlia della ballerina Elizabeth Fellegi; suo padre era un dirigente della radio e produttore televisivo, nonché addetto alle pubbliche relazioni. Ha conseguito una laurea presso Scripps College e un Master of Fine Arts (MFA - master in belle arti) alla San Francisco State University.
Coulson incrociò professionalmente Lynch nel 1970, in quanto responsabile dietro le quinte durante i quattro anni di riprese del suo classico film a basso costo Eraserhead - La mente che cancella (1977). Lynch ha affermato che entrambi scoprirono di essersi avvicinati alla meditazione trascendentale in quello stesso periodo. È anche apparsa nel cortometraggio di Lynch The Amputee del 1974, nel quale ha recitato nella parte di una donna senza gambe. Durante le riprese di Eraserhead, Lynch disse a Coulson che si era formata un'immagine nella sua testa di lei che teneva un grosso tronco. Quindici anni più tardi, ha creato un tale ruolo per lei in I segreti di Twin Peaks , in cui Coulson è la guest star in dodici episodi tra le due stagioni della serie. Ha in seguito interpretato lo stesso ruolo nel prequel, Fuoco cammina con me del 1992, e nel 2010, nell'episodio Una cittadina vecchio stampo (Dual Spires) della quinta stagione di Psych, diretta in quell'occasione da Matt Shakman.
Coulson è stata anche un'attrice di teatro e ha lavorato con l'Oregon Shakespeare Festival di Ashland, Oregon. È in seguito apparsa in Calvin Marshall diretto da Gary Lundgren e ha interpretato, sempre per la regia di Lundgren, il ruolo di Susie nel film Redwood Highway affiancando Shirley Knight, Tom Skerritt e James LeGros. Ottenne una parte anche nella seconda stagione della serie TV Portlandia. Coulson è riapparsa nel ruolo della "Signora Ceppo" in Twin Peaks, girata fra settembre 2015 e aprile 2016 e trasmessa nel 2017.

## Filmografia

### Cinema
- The Amputee, regia di David Lynch (1974)
- Trick or Treats, regia di Gary Graver (1982)
- Femme fatale, regia di Andre R. Guttfreund (1991)
- Non dirmelo... non ci credo (Another You), regia di Maurice Phillips (1991)
- Fuoco cammina con me (Twin Peaks: Fire Walk with Me), regia di David Lynch (1992)
- Redwood Highway, refia di Gary Lundgren (2013)

### Televisione
- I segreti di Twin Peaks (Twin Peaks) - serie TV, 12 episodi (1990-1991)
- The Four Diamonds - film TV, regia di Peter Werner (1995)
- Psych - serie TV, quinta stagione, episodio Una cittadina vecchio stampo (Dual Spires), regia di Matt Shakman (2010)[5]
- Portlandia - serie TV (2012)
- Twin Peaks - serie TV (2017)

## Doppiatrici italiane
- Piera Vidale ne I segreti di Twin Peaks, Fuoco cammina con me
- Aurora Cancian in Twin Peaks (2017)

### Riviste
- (EN) TV Guide, 22 novembre 2010.